# Ана Радунчева
Ана Радунчева (Саня) е български археоложка и втората жена-професор праисторик в България, член на Археологическия институт към БАН. Изследователската ѝ дейност засяга широк кръг от проблеми на новокаменната и каменно-медната епоха. Тя посвещава повече от 30 години в изследване на древните светилища на територията на Източните Родопи. Радунчева аргументира тезата за съществуването на цивилизация между 7000 и 5000 години пр. Хр., за нейните ритуали и знания, оставили неизличими следи по скалните родопски феномени. Участва в проекта „Скално-изсечените свети места на траките и на други палеобалкански и древноанатолийски народи“ на Института по тракология към БАН. Нейната монография Prehistoric Art in Bulgaria е издадена на английски език от Oxford University Press през 1976 година.

## Биография
Ана Радунчева (моминско име Гюлева) е родена на 14 февруари 1937 г. в Пловдив.
Завършва ФИФ на Софийския университет през 1962 г. От 1963 г. работи в Археологически институт с Музей при БАН. Защитава кандидатска и докторска дисертация през 1976 г. и 2000 г. в АИМ при БАН – София. Старши научен сътрудник е от 2001 г.
Проф. Радунчева завършва земния си път на 22 февруари 2017 година.

### Археологически проучвания
Радунчева участва в археологическото проучване на Азмашката селищна могила до Стара Загора и на селищната могила до село Езеро. Ръководи археологическото проучване на праисторически обекти към енеолитната селищна могила до село Виница (област Шумен), ранноенеолитрното селище до Ракитово (област Пазарджик), ранноенеолитния храмов комплекс с пазарище до Симеоновград, (област Хасково), старите медни рудници до Стара Загора, енеолитния занаятчийско-производствен център до село Седлари, (област Кърджали), енеолитния храмов комплекс до село Долнослав (област Пловдив) и др.

#### Проучвания на скалните светилища в Източните Родопи
След дългогодишна работа, в началото на 2007 г. проф. Радунчева събира достатъчно доказателства, за да защити тезата, че скалните структури в Източните Родопи са част от културата и традициите на едно много ранно общество, което принадлежи към най-старите цивилизации от този вид. Според нея след необяснимото изчезване на тази прототракийска цивилизация, около 2 хилядолетия по-късно там се заселват древните траки, на които археологията приписва почти всички древни светилища на територията на България, но според проф. Радунчева те са по-късни ползватели на тези съоръжения.
Проф. Радунчева е посветила голяма част от научната си кариера в изучаването на скалните светилища в източните райони на Родопите. През 2001 г. тя се присъединява към екипа на д-р Стефанка Иванова и геофизикът инж. Мария Златкова. След проведените проучвания по време на експедицията в началото на 2007 г. учените стигат до заключението, че изсечените в скалите структури и съоръжения в Източните Родопи са осъществени от цивилизацията на Староевропейците – едно много ранно общество, което принадлежи към най-старите цивилизации от този вид. Според проф. Радунчева Цивилизацията на Стара Европа е притежавала изумителни металургични умения и астрономически познания. Паметниците, оставени от тях, предхождат с няколко хилядолетия издигането на египетските пирамиди, създаването на големите градове в Месопотамия и Шумер и световноизвестни паметници като Стоунхендж.
Праисторическата цивилизация на Стара Европа, принадлежи към неолита и халколита и според проф. Мария Гимбутас дава началото на развитието на европейската цивилизация след началото на бронзовата епоха.
Проф. Радунчева твърди, че някои от скалните светилища в Родопите са създадени и функционират активно още през VII – VI хилядолетие пр. Хр., а цялостната светилищна система се създава през втората половина на каменномедната епоха (през V – IV хилядолетие пр. Хр.) или повече от две хилядолетия преди древнотракийските племена да заселят днешните български земи.
Според нея скалните светилища в Източните Родопи са били част от огромен свещен комплекс, подчинен на духовната същност на праисторическия човек, която е дала своя своеобразен принос за духовното израстване на всички ранни култури. Древните хора са се качвали в планината, за да се срещнат със своите богове. В края на IV хил. пр. Хр., когато мрежата от светилища е най-развита, Източните Родопи са били оживено място, защото много поклонници се качвали до светилищата по различни поводи от целия Балкански полуостров. Откритата керамика и артефакти в скалните ниши и светилищата, показват произход от различни части на Балканския полуостров, даже и от северните части на полуострова отвъд река Дунав.
Според проф. Радунчева светилищната система в най-ниската си част е била култов център (без аналог в Европа), който се е състоял от 32 храма, посветени на различни богове.

#### Дискусия относно обектите Перперек и Татул
Проф. Радунчева е един от най-големите критици на работата на екипа на доц. Николай Овчаров по Перперикон (Перперек) и скално-култовият комплекс край с. Татул. Тя споделя неведнъж, че консервацията на Перперек е недостатъчна и че археологическият обект вече се руши. Според нея начинът, по който са подкопани по време на разкопките (ръководени от Овчаров), всички зидове от различните епохи – Средновековие, късна античност, желязна епоха и каменно-медна епоха рано или късно ще рухнат. Тя заявява, че е неприемливо за консервацията на обекта, посетителите да стъпват навсякъде и с всяко невнимателно стъпване да нарушават баланса на древния градеж, като това би предизвикало перманентно разрушаване на обекта. По нейни свидетелства, от първото ѝ посещение на археологическия обект в края на 1970-те години са били разрушени много ценни следи, а именно – заличен е древен релеф с два лъва, както и изображение на зооморфна фигура, издялани на облегалката на трона в т.нар. „тронна зала“. Въпросните релефи са документирана на старите фотографии от обекта. Те имат и своя аналог в стенописите на Чатал Хююк в Анатолия (Анадола, Турция) от VIII хил. пр. Хр. – най-запазеният открит град от новокаменната епоха).
Радунчева също така споменава, че от двореца светилище на Перперек е бил демонтиран пласт плочи, служели за настилка и няколко скални фигури високи 3,5 m, които са били разположени в най-източната част на обекта. Очевидно за нея е, че фигурите са били напълно обезглавени и сега е запазен само единият крак на един от идолите и една част от седналата фигура. Това са праисторически идоли, които спомагат за датирането на комплекса.
Последните фотографии на проф. Радунчева са направени една година преди Николай Овчаров да получи правото на археологически разкопки, и само за един сезон, по нейните думи, да бъдат унищожени гореспоменатите артефакти. Тя не одобрява и промяната в наименованието на обекта, чието истинско название според водещите траколози е Перперек.
През 2009 г. става ясно, че проф. Радунчева и доц. Овчаров са в негласен конфликт заради начина, по който екипът на Овчаров третира археологическите обекти Перперек и Татул. Направената междувременно проверка на обектите установява, че: „интензивното медийно рекламиране на обектите е изместило на заден план тяхното качествено научно изследване“. Комисията заключава още, че състоянието на паметниците е аварийно и „заради неправилно разкриване на останките, в някои случаи е създадена опасност за запазване на оригиналните структури“.
Археолозите препоръчват изследователският екип да бъде увеличен, но мерки не са предприети от никоя отговорна институция. Подадени са документи до Министерството на културата и до Националния институт за паметниците на културата (НИПК). Единственото предприето след проверките на Перперек и Татул, е поставянето на ламаринен навес на обекта до село Татул на стойност 30 000 лв., но поставен така, че винкелите, на които се държи, минават през зидовете, които трябва да предпазва и то по начин, по който водите от дъждове и топящ се сняг се изливат в основата на стените.

#### Международна изследователска експедиция в Белинташ, Татул и Харман Кая
В края на юли месец 2014 г. проф. Радунчева взима участие в Международна изследователска експедиция, за която е обявено, че ще изследва следи, оставени от древна цивилизация по праисторическите светилища Белинташ, Татул и Харман Кая.
В експедицията взимат участие и геологът проф. Робърт Шох, археоастрономът Робърт Бовал и астрофизикът Томас Брофи.
Учените са придружени и от екип на БНТ, който заснема работата им по проект за документален филм с работно заглавие „По следите на древните“, който се очаква да предизвика и международен медиен интерес към древното наследство на България, което е слабо познато в международен план и недобре изследвано.
Отзвукът от тази новина не се приема позитивно от Николай Овчаров. Той все пак признава в едно свое изказване по въпроса, че процедурите за международни експедиции са много тежки, но имат своето важно значение за България.

## Пълен списък научни публикации
Проф. Ана Радунчева е известна на българската и световната научна общност с научните ѝ публикации, които наброяват около 80 статии, студии и монографии, сред които:

### Публикации по текста на кандидатската дисертация
- Разкопки на селищната могила Клиседжик до с. Виница, Шуменско. Археология. 1966, 4. 62 – 68.
- Разкопки на селищната могила до с. Виница, Шуменско, през 1966 г. ИБИД.1968. 111 – 121.
- Поселение и некропол у с. Виница в Северозападной Болгарии. КСИА. 115. 1969. 50 – 52.
- Некоторые результаты исследования поселения Клиседжик (Северовосточная Болгария) в 1967 г. КСИА, 127. 1971. 29 – 32.
- Виница. Енеолитно селище и некропол. С. 1976. (Монография). 1 – 144.

### Монографии, статии и научни съобщения
- Доисторическое искусство в Болгарии. Пятое-второе тысячелетие до н.е. София-пресс. С. 1972. 1 – 90
- A. Raduncheva. Prehistoric Art in Bulgaria. Oxford. 1976. 1 – 110. (Монография)
- Мраморна статуетка на жена от Южна България. Археология. 3. 1967. 64 – 67
- Праисторически материали от селищната могила Мъртвица до гр. Преслав. ИНМШ. 1967. 85 – 92
- Праисторически селищни могили в Преславско. МПК. 1967, 4. 6 – 10
- Две праисторически селищни могили в Шуменски окръг. МПК. 1968, 2. 2 – 5
- Към въпроса за направата на глинени съдове през праисторическата епоха. Археология. 1968, 4. 72 – 77
- Праисторически материали от с. Богданица, Пловдивско. ИАИ. 1969. 254 – 257
- Праисторически материали от разкопките на Пернишката крепост през 1960 – 1961 г. ИБАИ. 1969. 213 – 232
- Един начин за добиване на мед през енеолита. МПК. 1971. 4. 2 – 3
- За някои видове амулети от енеолита. Археология, 1971, 3. 52 – 58
- За предназначението на някои глинени, енеолитни, животински фигурки. Археология, 1971, 2. 58 – 65
- On some problems of the late neolithic culture. Сборник в чест на проф. В. Бешевлиев. 1978. 273 – 277
- Праисторически материали от някои селищни могили около Преслав. ИНМШ, 1972, 5. 107 – 115
- Отново за мраморната човешка фигурка от гр. Казанлък. Археология, 1972, 3.72 – 78
- Е. Черних, А. Радунчева. Старите медни рудници около Стара Загора. Археология, 1972, 1.61 – 66
- Някои наблюдения върху антропоморфната пластика от енеолита. ИБИД, 1974, 1. 21 – 41

### Публикации по темата на докторската дисертация
- Обществено-икономическия живот в Добруджа и Западното Черноморие през енеолита. Векове, 1986, 1, 5 – 15
- A. Raduncheva. La societe dans les Balkans a l’age du cuivre. Dossiers Histoir et Archeologie. 1989, 137, 46 – 55
- Скални светилища от каменномедната епоха в Източните Родопи. ИИ, 1990, 17, 141 – 149
- Към въпроса за някои видове укрепителни съоръжения от неолита и енеолита. „Приноси към българската археология“ 1992, 1, 7 – 14
- Времето между края на каменно-медната и началото на бронзовата епоха преходен или хиатусен период в развитието на обществото на Централните Балкани. ГНБУ-ДА, 1994, I, 321 – 333
- Праисторически богове и митове и връзката им с някои вярвания на древните гърци. ГНБУ-ДА, 1994, I, 29 – 44
- Храмовият комплекс до с. Долнослав, Пловдивско и някои аспекти на ритуалността в края на каменно-медната епоха. ГНБУ-ДА, 1996, 2 – 3, 168 – 182
- A.Raduncheva. Aeneolithic astronomical observations and mythological beliefs. –In: Astronomical traditions in the past cultures. ed Koleva N. and Kolev D., Sofia 1996, 162 – 167
- Праисторически култови места в Тракийската низина.-В: Сб. Д. Цончев, 1999, 140 – 146
- Родопската и Природопска област през праисторическата епоха. Родопика, II, 1999, 5 – 20
- Късноенеолитното общество в българските земи. С. 1999

### Други публикации по праистория (неолит и енеолит)
- Prehistoric sculpture. S. (Монография). 1 – 78
- Праисторическа епоха. – в: Развитие на земеделието в българските земи. С. 1981, 7 – 29. (Студия). 7 – 29
- Праисторически селища (VII – V хил. пр.н.е.). – в: Перник, I, 1981, 11 – 51. (Студия). 11 – 50
- Праисторически период. – в: Българска история за седми клас. С. 1990, 4 – 10. (Учебник). 4 – 9
- Le centre cultuel chalcolithic de Dolnoslav, region de Plovdiv. – in: Le premier or. Paris. 1989, 81 – 87
- Към въпроса за рисуваните със злато енеолитни съдове. ГНАМ. С. 1990, 83 – 99
- A. Raduncheva. Kurzer vorlaufiger uber die Ausgrabungen in Dolnoslav. – in: Kupferzeit als Historische Epoche.Bonn. 1991, 107 – 111
- За значението на „големите котки“ в праисторическата религия. – в: Марица-Изток, 2, 1994, 47 – 53
- Отново за Кукова могила и околностите на с. Дуванлий, Пловдивско. ГНБУ-ДА. 1994, I, 178 – 185
- Сграда от каменно-медната епоха в с. Слатино, Кюстендилско. ИМЮИБ, 17, 1994, 21 – 26
- Храмов комплекс и пазарище от ранната новокаменна епоха. ГНБУ-ДА, II-III, 1996, 119 – 133
- В. Мацанова, А. Радунчева. Неолитното селище при гр. Ракитово. – в: Славееви гори. 1994. 114 – 126
- Енеолитен занаятчийско-производствен център до с. Седларе, Кърджалийско. ГНАМ, 10, 1997, 162 – 176
- D. Baily, R. Tringham, M. Stefanovic, M. Hamolton. I. Angelova, A. Raduncheva. Expanding the Dimensions of Early Agricultural Tells: The Podgoritsa Araeological project, Bulgaria. – in: Jurnal of Field Archaeology. Volum 25 November 4 Winter 1998, 373 – 396
- Скалното светилище при с. Давидково, Смолянско. Родопика, I, 1998, 9 – 21
- A. Raduncheva. Law and society in the later Copper Age. BAR International Series 854, Oxford, 2000, 173 – 175
- J. Chapman, A. Raduncheva and Ts. Tsonev. Rocky Landscape in Prehistory. – in: Archaeological Reports. 1997, 17 – 22
- А. Радунчева, Организация на рудодобива и металургията в българските земи през каменно-медната епоха. ГДА-НБУ. III-IV. 2000. 96 – 101
- А. Радунчева, Б. Холевич. Manus Vara Cingenita или най-ниското семантично ниво на създаване на образа на богинята със змиите. ГДА-НБУ, III-IV. 2000. 173 – 184
- Gale, N., Z. Stos-Gale, A. Raduncheva и кол. Early Metallurgy in Bulgaria. ГДА-НБУ, III – IV. 2000. 102 – 168
- Радунчева, А., Б. Холевич. За някои заболявания през праисторическата епоха. ГАИМ, I, 2001, 169 – 178
- Радунчева, А., В. Мацанов и кол. Неолитно селище до гр. Ракитово. РП, XXIX. 2002. (монография)
- Религиозната структура през късния енеолит. ГАИМ, II, 2002. 78 – 112
- Праисторически култови места в Природопската и Родопската област. Rodopica. 2002, 1 – 2. 59 – 80
- Eine neolitische Siedlung am Ufer der Marica bei Simeonovgrad. – in: Beitrage zu Jungsteinzeitlichen Forschubgen in Bulgarien. Saarbruckener Beitrege zur Altertumskunde. Band 74. 2002. 225 – 244
- Енеолитният храмов комплекс до с. Долнослав, Пловдивско и системата от скални светилища с праисторически културни пластове в Родопите и извън тях. ГАМПл, IX/1, 2002. 96 – 119
- Познанието през праисторическата епоха. Сб. Иванка Жандова. 2007
- Късноенеолитното общество в българските земи. РП, XXXII. 2003. С. (монография)
- Неолитни и енеолитни постройки с необичайни планове на застрояване и обзавеждането им. Праисторическа Тракия. 2004. 321 – 334
- Отново за енеолитното светилище на Джанбазтепе в гр. Пловдив. – в: Епохи, 2006, 12, 3 – 3, 5 – 20
- Свещената Родопа. Клуб Родопей. 1. 2006. 8 – 19
- Мистерии и легенди от камък и вяра. сп. Одисей. Кн. VI. 06. 2007 г.
- А. Радунчева, Ст. Иванова. Олтар гигантски на древни богове. в-к „Нов живот“, бр. 9/ 10 – 16 март 2007
- За ролята на пещерата в религията на праисторическите общества. ИАИ. XXXIX. 2006. 73 – 81
- За мегаполиса и нещо друго. в. Национална бизнес поща. бр. 37/16. 09. 2007. К1, К4-6
- R. Kostov, John Chapman, Biserka Gaidarska, Irko Petrov, A. Raduncheva. Turquoise – archaeomineralogical evidances from the Orlovo prehistoric Haskovo district, Southern Bulgaria. Geology and mineral resources. 7 – 8, 2007. 17 – 26
- A. Радунчева. За праисторическите пещери и скали с ниши. Кръгла маса 2008. Съюз на архитектите
- A. Радунчева. За закуската, професорите, булдозите и научната истина. в. „Национална бизнес поща“. бр. 2/14 януари 2008. стр. 58
- А. Радуннчева. За някои видове неолитни и енеолитни постройки и особености на организация на междусградното пространство. Античните цивилизации и морето (международна конференция в чест на 70-годишнината на проф. Михаил Лазаров), Варна 13 – 15 октомври 2004 г. 2007, 42 – 61
- Накратко за скалните светилища. Фотоизложба 11 – 30 януари 2008 г
- За някои праисторически скални светилища в Източните Родопи и Тракийската низина. Известия на Старозагорския исторически музей, II, 2007, с. 53 – 73. Стара Загора
- До главния редактор на в. НБП – Ст. З. Овчаров се самообявил за професор. НБП бр. 13/ 31.03 – 6.04. 2008 г.
- A. Raduncheva. Prehistoric Rock Sanctuaries in the Eastern Rhodopes and Some Other Mountain Regions in Bulgaria. – in: Geoarcheology and Archeomineralogy (Eds. R. I. Kostov, B. Gaydarska, M. Gurova). Proceedings of the International Conference 29 – 30 октомври 2008. Sofia. 178 – 182. Publishing House “St. Ivan Rilski”. Sofia
- Занаяти и търговия през късната каменно-медна епоха на Балканите. – в: Етнически и културни пространства на Балканите. Част 1. Миналото – исторически ракурси. Сборник в чест на проф. Цветана Георгиева. Университетско издателство „Св. Климент Охридски“. 2008. 41 – 70
- A. Радунчева, М. Камарев, Х. Вълчанова. Скалното светилище до махала Босилково на с. Давидково, Смолянско. Археологически открития и разкопки през 2007. 2008, 95 – 97. София
- А. Радунчева, М. Камарев. Сондажни спасителни археологически разкопки на обект 17 по пътя Кърджали – Маказа. Археологически открития и разкопки през 2007. 2008. 83 – 84. София
- Право и общество през втората половина на каменно-медната епоха. В света на човека. Сборник в чест на проф. д.и.н. Иваничка Георгиева. Университетско издателство „Св. Климент Охридски. 2008. 491 – 504
- Познанието през праисторическата епоха. Иванка Акрабова – Жандова. In memoriam. София. 2009. 21 – 36
- А. Радунчева, М. Камарев. Резултати от археологическото проучване на обект 17 по пътя Джебел – Маказа, Кърджалийско. АОР през 2009, 2010, 103 – 105
- Biserka Gaydarska, Ana Raduncheva. The Fired Clay Figurins. In: From Surface Collection to Prehistoric Lifeways. Oxford and Oakville. 2010
- Biserka Gaydarska, Ana Raduncheva. The Fierd Clay Figurines. 14 – 24
- John Chapman, Biserka Gaydarska, Ana Raduncheva. The Chaine Operatoire Approach to Prehistoric Figurines: an Example from Dolnoslav, Bulgaria. Cambridge: McDonald Institute for Archaeological Research, pp. 171 – 184. McDonald Institute Monographs. 2009
- John Chapman, Biserka Gaydarska, Ana Raduncheva. Interpreting the site and the objects. – in: From Surface Collection to Prehistoric Lifeways. Oxfordand Oakville. 2010. 103 – 122
- Raduncheva. About the Founding Date and Earliest Functioning of Rrock Sanctuaries in the Rodopes and Beyond. Rock-cut Sacret Places and other Paleo-Bolkan and Ancient Anatolian Peoples
- Праисторически скални свещени места по склоновете на Средна гора. Златното пето хилядолетие. Тракия и съседните райони през каменномедната епоха. Доклади на международна конференция в Пазарджик, Юндола, 26 – 30. 10. 2009 г. София 2011. 301 – 315
- Конят в религията през неолита и енеолита. Сборник в памет на Лиляна Перничева. 2015. София
- Видове праисторически селища. Доклад по случай 100 години музей в Стара Загора. Стара Загора